# Michel Montaner Berbel
Michel Montaner Berbel (La Vaur, França, 1964) és un polític valencià, alcalde de Xirivella (l'Horta Sud) en dues ocasions (entre 2015 i 2017, i entre 2019 i 2023) i diputat a les Corts Valencianes en les legislatures X i XI.
Regidor de l'Ajuntament de Xirivella des de les eleccions municipals de 1999 pel Partit Socialista del País Valencià (PSPV), ha renovat l'acta a les successives eleccions. És a partir de 2015 quan encapçala la candidatura del PSPV-PSOE i aconsegueix recuperar l'alcaldia per al seu partit gràcies a un acord amb Compromís que va estar al capdavant del consistori la segona part de la legislatura. A les eleccions de 2019 va reeditar el pacte però es va mantindre tota la legislatura com a alcalde. El 2023 tot i tornar a guanyar les eleccions, el pacte entre el Partit Popular (PP) i Vox el deixà fora de la batllia de Xirivella i es va mantindre com a regidor i cap de l'oposició a l'alcaldessa Paqui Bartual.
Michel Montaner va aconseguir renom als mitjans de comunicació quan el 2016 va acollir a Xirivella l'acte de presentació de l'aleshores candidat a la secretaria general del PSOE Pedro Sánchez que en aquell moment vivia una forta confrontació amb el seu partit. Dos anys més tard, amb Sánchez com a president del Govern, va publicar el llibre El espíritu de Xirivella on recorda com aquell acte va suposar un revulsiu per a l'èxit d'aquest. També va saltar als mitjans quan en la campanya electoral de 2023 va fer una crida als veïns i veïnes de Xirivella per tal que li permeteren visitar-los als seus domicilis, sopar i que li explicaren els seus problemes.
Va accedir a l'acta de diputat a les Corts Valencianes en substitució d'Alfred Boix el juny de 2019, i en substitució de Miguel Mínguez el setembre de 2023.